# 8824 Ґента
8824 Ґента (8824 Genta) — астероїд головного поясу, відкритий 18 січня 1988 року.
Тіссеранів параметр щодо Юпітера — 3,293.